# Juan Theristes
San Juan Theristes (1049-1129) fue un monje benedicitino italiano, llamado Theristes o “Segador”.
Procedente de una línea calabresa, Juan nació en Sicilia. Durante una incursión sarracena, su padre fue asesinado y su madre, embarazada, fue conducida, junto con otras mujeres, como esclava a Palermo. Cuando tenía 14 años su madre le envió a Calabria y allí se convirtió en monje. El obispo local Juan le sometió a duras pruebas para comprobar su fe. 
Cuando ya era mayor, Juan se distinguió por sus virtudes religiosas y fue elegido como abad. Conocido por su cercanía hacia el pueblo, ayudaba a los agricultores e incluso obraba milagros. El más conocido de ellos fue el de la llamada de unos campesions que pidieron su ayuda ante la cercanía de una terrible tormenta que echaría a perder sus cosechas. Después de que el santo orara intensamente, consiguió que un ángel recolectara las cosechas al instante. 
Murió en 1129 por causas naturales. Gracias a las ofrendas de los fieles y la generosidad de los normandos, la iglesia y el monasterio fueron ampliados y llevan su nombre.